# Sovrani di eSwatini
Il Re di eSwatini (in lingua swati Ngwenyama) è il capo di Stato di eSwatini, una delle ultime monarchie assolute. Non esistono partiti politici e il parlamento ha solo funzioni consultive e nessun potere effettivo. 
Fino al 1968 il Paese era un protettorato britannico, pertanto si parlava di Re - Paramount Chief, in quanto sottoposto alla corona britannica. Con l'indipendenza del 1968 il suo capo ha potuto fregiarsi del titolo di Re dello Swaziland, nome del paese usato fino al 2018, quando il re, Mswati III, ha cambiato il nome del Regno in eSwatini.

## Elenco

### Re degli Swazi/Capi del popolo Swazi (pre – 1745)
- Mkhulunkosi 3900 a.C.
- Qomizitha 3000 a.C.
- Sukuta 2000 a.C.
- Madlasomoo 987 a.C.
- Ndlovu (king) 567 a.C.
- Ngwekati 500 a.C.
- Mawawa/Kuwawa 400 a.C.
- Sidvwabasilutfuli 300 a.C.
- Gebase 187 a.C.
- Kunene 123 a.C.
- Nkabingwe 90 a.C.
- Madlabane 80 a.C.
- Hhili 200 d.C.
- Dulunga 300 d.C.
- Dondobola
- Sihuba
- Mlangeni
- Msimudze
- Mbhondlo/Mbhoholo
- Tembe
- Sikhulumaloyo 400 – 1000
- Langa Samuketi 1000 – 1090
- Nkomo 1200 – 1300
- Khabako 1300 – 1355
- Nkosi I: 1355 – 1400
- Ngwane I: 1400 – 1435
  - Dlamini I Dlamini I (Matalatala): 1435 – 1465
  - Mswati I 1480 – 1520
  - Ngwane II 1520 – 1550
  - Dlamini II 1555 – 1600
  - Nkosi II 1600 – 1640
  - Mavuso I 1645 – 1680
  - Magudulela 1685 – 1685
  - Ludvonga 1685 – 1715
  - Dlamini III 1720 – 1745

### Re dello Swaziland, Dlamini (1745 – 1968)
| Immagine | Nome | Nascita        | Morte            | Regno                             |
| -------- | --- | -------------- | ---------------- | --------------------------------- |
|          | Ngwane III | ND             | 1780             | 1745 al 1780                      |
|          | Ngvudgunye (Zikodze) Nell’anno 1780 la reggenza fu affidata alla regina LaYaka Ndwandwe                             | 1760           | 1815             | 1780 al 1815                      |
|          | Sobhuza I Nell’anno 1815 la reggenza fu affidata alla regina Lomvula Mndzebele                                      | 1780           | 1836             | 1815 al 1836                      |
|          | Mswati II Dal 1836 al 1840 la reggenza fu affidata alla regina Lojiba Simelane                                      | 1820           | luglio 1868      | 1840 al luglio 1868               |
|          | Ludvonga Morì prima di essere incoronato Re Dal 1868 al 1875 la reggenza fu affidata alla regina Tsandzile Ndwandwe | 1855           | 1875             | 1875                              |
|          | Mbandzeni | 1855           | 7 ottobre 1889   | giugno 1875 al 7 ottobre 1889     |
|          | Ngwane V Dal 1889 al 1895 la reggenza fu affidata alla regina Labotsibeni Mdluli                                    | 1876           | 10 dicembre 1899 | febbraio 1895 al 10 dicembre 1899 |
|          | Sobhuza II | 22 luglio 1899 | 21 agosto 1982   | 10 dicembre 1899 al 31 marzo 1906 |

### Paramount Chiefdello Swaziland
- Labotsibeni Mdluli (regina reggente): 31 marzo 1906 – 22 dicembre 1921
- Sobhuza II: 31 marzo 1906 – 2 settembre 1968 (assunse il potere il 22 dicembre 1921)

### Re dello Swaziland, Dlamini (1968-Attuale)
| Immagine | Nome                                                                 | Nascita        | Morte          | Regno                              |
| -------- | -------------------------------------------------------------------- | -------------- | -------------- | ---------------------------------- |
|          | Sobhuza II                                                           | 22 luglio 1899 | 21 agosto 1982 | 2 settembre 1968 al 21 agosto 1982 |
|          | Mswati III Dal 1982 al 1986 la reggenza fu affidata a diverse regine | 19 aprile 1968 | Vivente        | dal 25 aprile 1986                 |